# Grammonota secata
Grammonota secata là một loài nhện trong họ Linyphiidae.
Loài này thuộc chi Grammonota. Grammonota secata được Arthur Merton Chickering miêu tả năm 1970.